# Marvin J. Chomsky
Marvin Joseph Chomsky (New York, 23 mei 1929 - Santa Monica, 28 maart 2022) was een Amerikaanse regisseur en producent die zowel in de televisie- als filmwereld werkte.

## Biografie
Chomsky, geboren in de Bronx, is de zoon van Joodse ouders die emigreerden uit het Russische Rijk. Hij liep school aan de Stuyvesant High School in Manhattan, waar hij begon te werken voor de radio en later voor een televisieshow gericht op tieners, terwijl het medium nog in de kinderschoenen stond. Hij studeerde af aan de Syracuse University met een bachelordiploma in communicatiewetenschappen in 1950, en aan de Stanford University met een masterdiploma in drama het jaar daarop. Hij diende ook in het Amerikaanse leger, voordat hij een carrière in film en televisie nastreefde.
Hij was twee keer getrouwd. Zijn eerste huwelijk met Tobye Kaplan eindigde in een scheiding. Zijn tweede huwelijk was met Christa Baum, maar de twee waren uit elkaar op het moment van zijn dood. Hij had drie zonen, waaronder Peter Chomsky, die ook televisieproducent is. Hij was een neef van taalkundige Noam Chomsky.
Chomsky stierf op 28 maart 2022 in Santa Monica (Californië) op 92-jarige leeftijd.

## Carrière
Chomsky's carrière strekte zich uit van 1964 tot 1995. Zijn eerste jobs in de amusementswereld waren artdirector, decorontwerper en producer. Hij was ook een productieve televisieregisseur.
Eind jaren zestig regisseerde hij afleveringen van The Wild Wild West, Star Trek, Gunsmoke en Hawaii Five-O. In de jaren zeventig was Chomsky een van de regisseurs van de miniserie Roots (1977). Hij werkte daarna aan andere miniseries zoals Holocaust (1978), Peter the Great (1986) en Brotherhood of the Rose (1989) met Robert Mitchum, Peter Strauss en David Morse.
Hij regisseerde ook tv-films zoals Brink's: The Great Robbery (1976), Victory at Entebbe (1976), Attica (1980), Inside the Third Reich (1982), My Body, My Child (1982) met Vanessa Redgrave, Billionaire Boys Club (1987) en Catherine the Great (1995) met in de hoofdrol Catherine Zeta-Jones.
Zijn regiecredits voor speelfilms omvatten Evel Knievel (1971), Live a Little, Steal a Lot (1975), Mackintosh and T.J. (1976), Good Luck, Miss Wyckoff (1979) en Tank (1984).
Chomsky won vier Emmy Awards: Outstanding Directing for a Drama Series voor Holocaust in 1978, Outstanding Directing for a Miniseries, Movie or Dramatic Special voor Attica in 1980 en voor Inside the Third Reich in 1982 en Outstanding Miniseries voor Peter the Great in 1986.
Assault on the Wayne (1971) · Evel Knievel (1971) · Mongo's Back in Town (1971) · Fireball Forward (1972) · Family Flight (1972) · Mrs. Sundance (1974) · Attack on Terror: The FBI vs. the Ku Klux Klan (1975) · A Matter of Wife... and Death (1975) · Murph the Surf (1975) · Mackintosh and T.J. (1975) · Brink's: The Great Robbery (1976) · Victory at Entebbe (1976) · Little Ladies of the Night (1977) · Holocaust (1978) · Good Luck, Miss Wyckoff (1979) · Attica (1980) · My Body, My Child (1982) · Inside the Third Reich (1982) · I Was a Mail Order Bride (1982) · Tank (1984) · The Deliberate Stranger (1986) · Anastasia: The Mystery of Anna (1986) · Billionaire Boys Club (1987) · I'll Be Home for Christmas (1988) · Brotherhood of the Rose (1989) · Telling Secrets (1993) · Triumph Over Disaster: The Hurricane Andrew Story (1993) · Catherine the Great (1995)